# Kronan (1672)
Kronan («Кронан») — лінійний корабель короля Карла ХІ Королівського військового флоту Швеції (Kungliga flottan). Один із найбільших кораблів свого часу.

## Історія

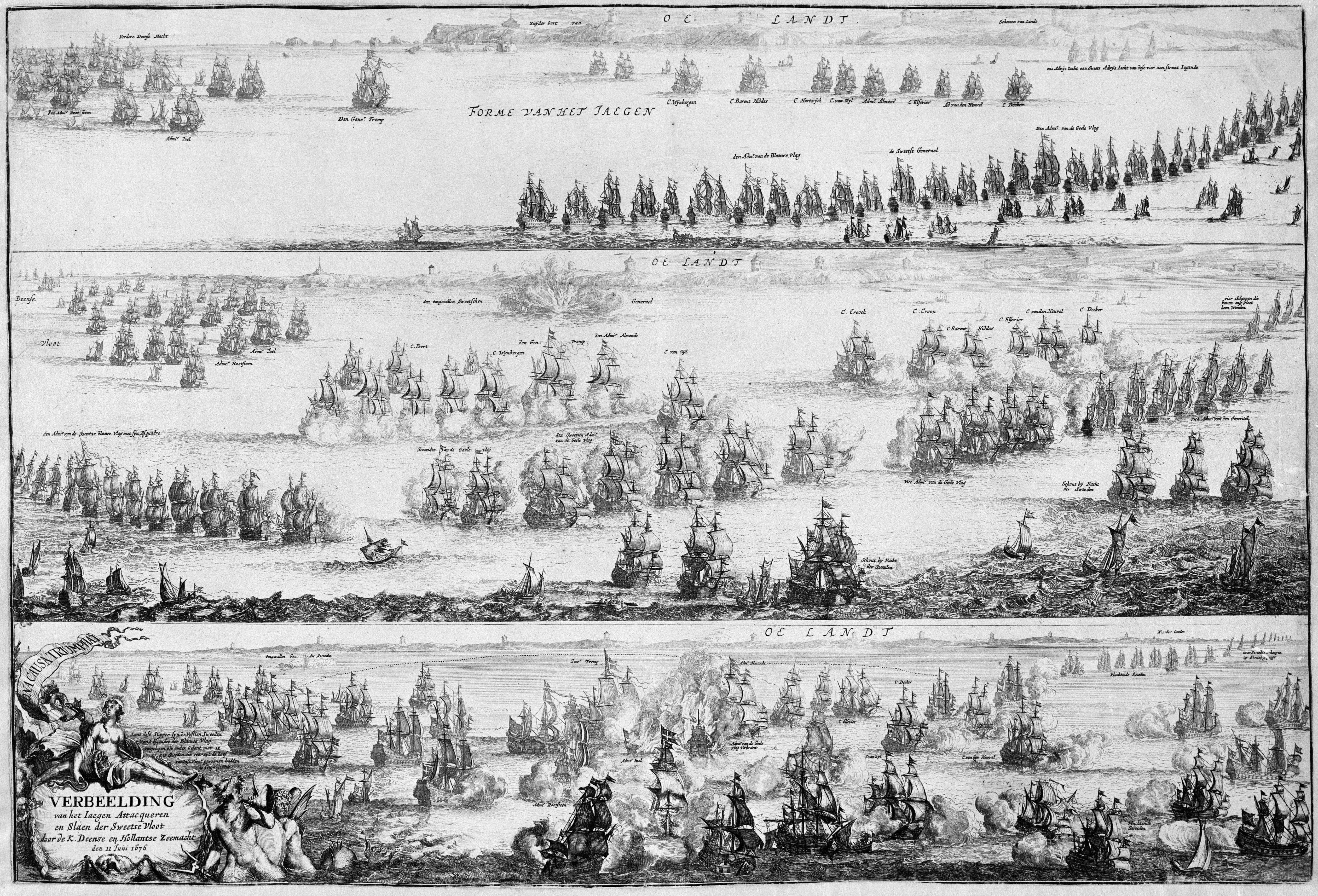
Панорами битви при Еланді. На нижній зображено вибух «Кронана». Худ. Р. де Гооге. 1676

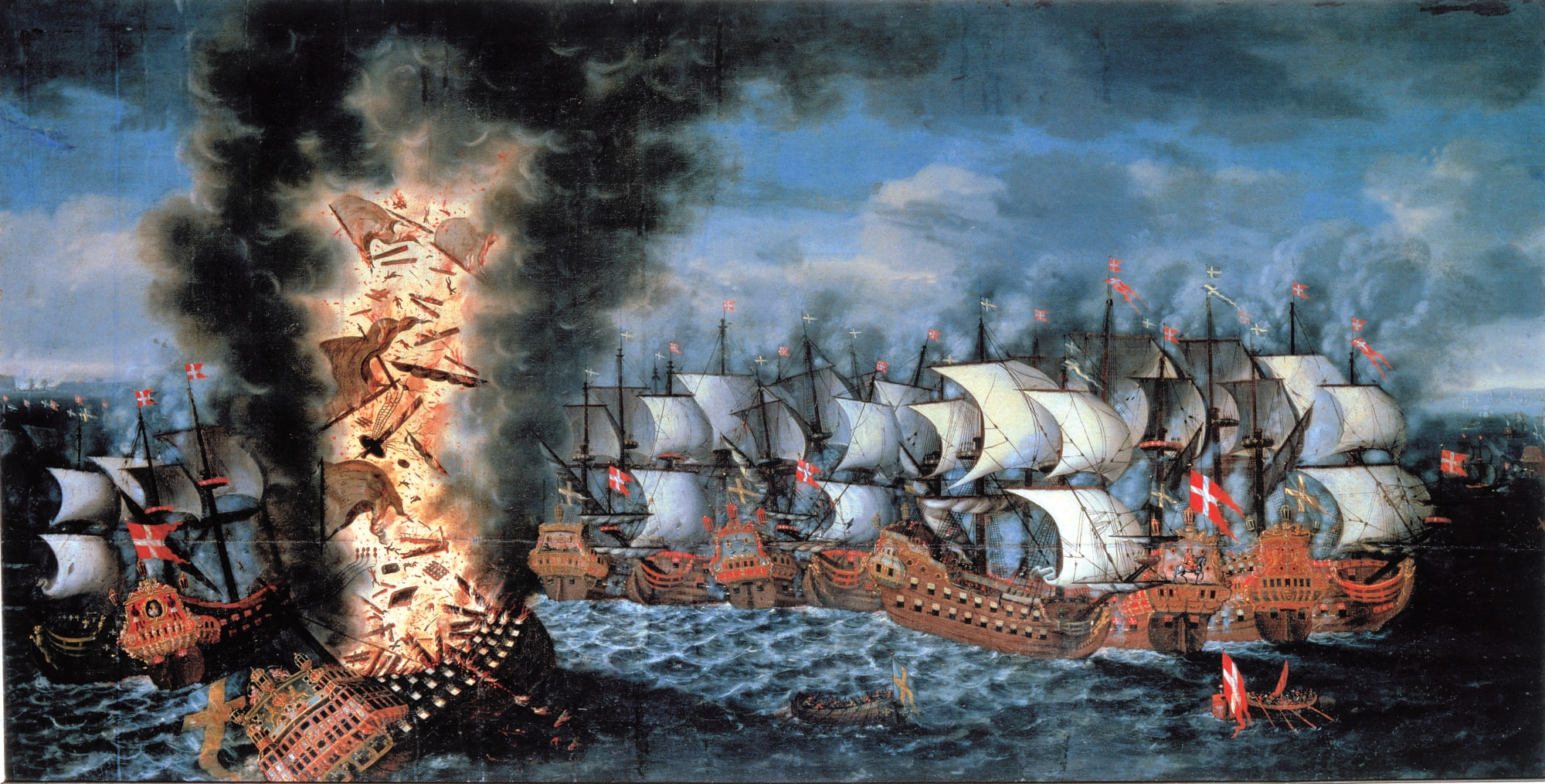
Загибель «Кронана». Худ. Клаус Мойніхен. 1686

Корабель був збудований для участі у війні з Данією за землі, що відійшли до Швеції за  укладеною в Росскіллі мирною угодою. Корабель збудував на королівській корабельні на острові Скеппсгольмен у Стокгольмі англійський корабел Френс Шелдон. Через брак коштів будова тривала від осені 1665 до 1672 року. Загалом на лінкорі було 126 гармат на трьох палубах. «Кронан» приєднався у червні 1676 до флоту Швеції біля острова Еланд для бою з голландсько-данським флотом, що мав вирішити питання панування в Північному морі. 1 червня 1676 під час бою «Кронан», що йшов під повними вітрилами, здійснив різкий поворот. Через сильний вітер корабель різко нахилився, зачерпнувши води через відкриті гарматні порти. Мабуть, у цей час відбулось зміщення гармат, бочок пороху, і через паніку серед моряків запалений гніт потрапив до порохової камери. Від сильного вибуху корабель швидко затонув на глибині 26 м. Загинув генерал-адмірал флоту, 839 моряків. Врятувалось лише близько 40 людей.
За допомогою водолазного дзвону вдалось підняти 60 гармат (1680—1686).
Залишки корабля віднайшли й дослідили археологи, що займались кораблем «Vasa». Рештки добре збереглися, але підняти розбитий вибухом корпус було неможливо. Підняли окремі частини корпусу, спорядження корабля, зокрема скриню з 6246 срібними монетами. Знахідки виставлені в Кальмарському музеї.